# Woodlawn, Ohio
Woodlawn är ett municipalsamhälle (village) i Hamilton County i Ohio. Vid 2020 års folkräkning hade Woodlawn 3 916 invånare.